# Юг центрального побережья
Юг центрального побережья (вьет. Duyên hải Nam Trung Bộ) или Южно-Центральный регион (вьет. Nam Trung Bộ) — один из регионов Вьетнама. В него входят город центрального подчинения Дананг и семь провинций. Две южные провинции — Ниньтхуан и Биньтхуан — иногда считаются частью юго-восточного региона. К югу центрального побережья также относятся Парасельские острова (район Хоангша) и острова Спратли (район Чангша).
Регион традиционно является одними из главных ворот в соседнее Центральное плато. Он имеет сложную географию с горными хребтами, простирающимися до побережья, что затрудняет развитие транспорта и инфраструктуры, но в некоторых местах благоприятствует развитию туризма, особенно в районе Фантхьета, Нячанга и Дананга. Туризму также способствует культурное наследие тямов — архитектура, представления, музеи. Регион менее индустриализирован и развит, чем юго-восточный регион или дельта Красной реки, но в нём есть несколько региональных промышленных центров в Дананге, вокруг Нячанга и Куинёна .
Юг центрального побережья помимо Дананга включает в себя провинции Куангнам, Куангнгай, Биньдинь, Фуйен, Кханьхоа, Ниньтхуан и Биньтхуан. Во времена династии Нгуен эта область была известна как Тачыкки.

## Провинции
| Провинция    | Столица         | Площадь (км²) | Население (2019) | Плотность населения (человек / км²) | ВВП на душу населения (млн VND, 2007) |
| ------------ | --------------- | ------------- | ---------------- | ----------------------------------- | ------------------------------------- |
| Биньдинь     | Куинён          | 6 040         | 2,468,808        | 409                                 | 9,57                                  |
| Биньтхуан    | Фантхьет        | 7 837         | 1 359 500        | 173                                 | 11                                    |
| Кханьхоа     | Нячанг          | 5 218         | 1,336,143        | 256                                 | 16.1                                  |
| Ниньтхуан    | Фанранг-Тхаптям | 3 363         | 579 710          | 172                                 | 6,66                                  |
| Фуйен        | Туихоа          | 5 061         | 961 152          | 190                                 | 8,43                                  |
| Куангнам     | Тамки           | 10 438        | 1,840,265        | 176                                 | 8,76                                  |
| Куангнгай    | Куангнгай       | 5 153         | 1,433,924        | 278                                 | 7,82                                  |
| город Дананг |                 | 1,256         | 1,230,847        | 980                                 | 18,98                                 |
| Всего        | Всего           | 44 367        | 11 210.349       | 253                                 | 10,76                                 |

## История
В период с 1000 г. до н. э. по 200 г. н. э. этот регион был населен представителями культуры Сахюинь. Следы этой древней цивилизации были найдены в провинции Куангнгай. На смену ей пришло китайское королевство под названием Линь-и (Lin-yi, 林邑, Lâm Ấp), существовавшее с 192 года нашей эры. Его политический центр находился к северу от Юга центрального побережья, около Хюэ. Государство Линь-И находилось под культурным влиянием Индии. Согласно китайским источникам, оно неоднократно совершало набеги на Зяоти, что способствовало нескольким войнам, которые Зяоти и их китайские колонизаторы вели против Линь-И в 3, 4 и 5 веках.

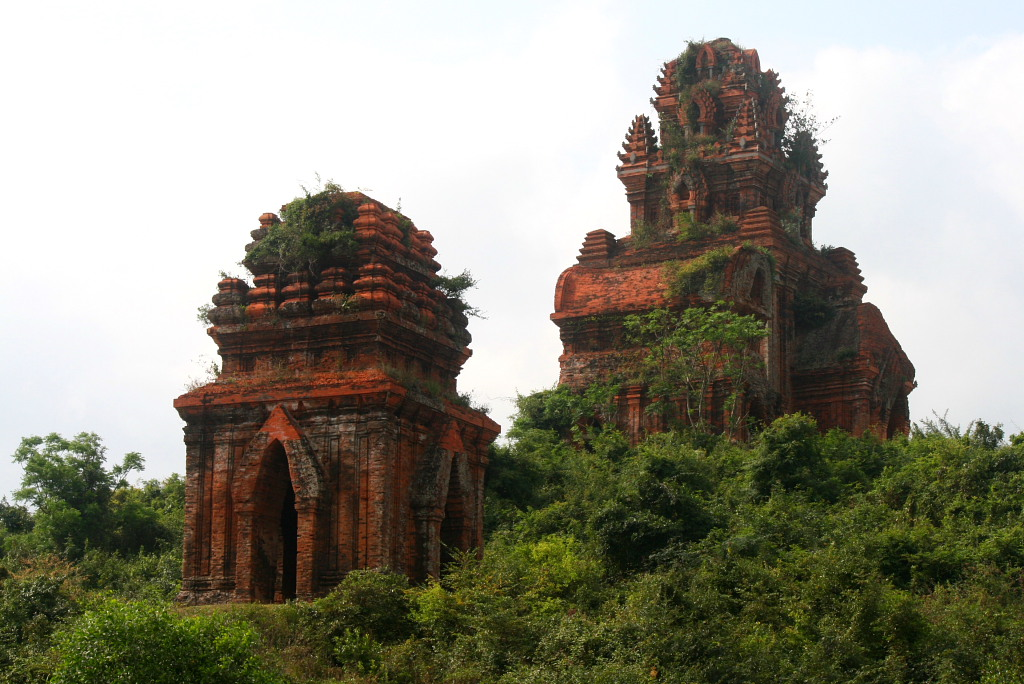
Башни Баньит, провинция Биньдинь

Территория исторического государства Тямпа примерно совпадала с Югом центрального побережья, хотя в отдельные периоды она простиралась далеко на Север центрального побережья, а его влияние распространялось на Центральное плато. За исключением его первой столицы, все политические центры Тямпы были расположены на территории Юга центрального побережья. Некоторые из более ранних столиц, а также религиозный центр Мишон и портовый город Хойан находились на территории современной провинции Куангнам. Вероятно, из-за поражений в войнах против Дайвьета политический центр переместился дальше на юг, в Виджайю, на территорию нынешней провинции Биньдинь. После падения Виджайи в 1471 году Тямпа была вынуждена отступить в южное княжество Пандуранга (ныне Фанранг в провинции Ниньтхуан), в то время как большая часть оккупированной территории государства продолжала существовать как своего рода протекторат Вьетнама:119. Решающее значение имели отношения с районами Центрального плато и торговцами из-за границы. Основой торговли Тямпы была закупка предметов роскоши, таких как алойное дерево, в Центральном нагорье и далее вплоть до Аттапы на юге Лаоса, и продаже их иностранным торговцам через их порты Хойан и Тхинай:110–111, 114.

## География

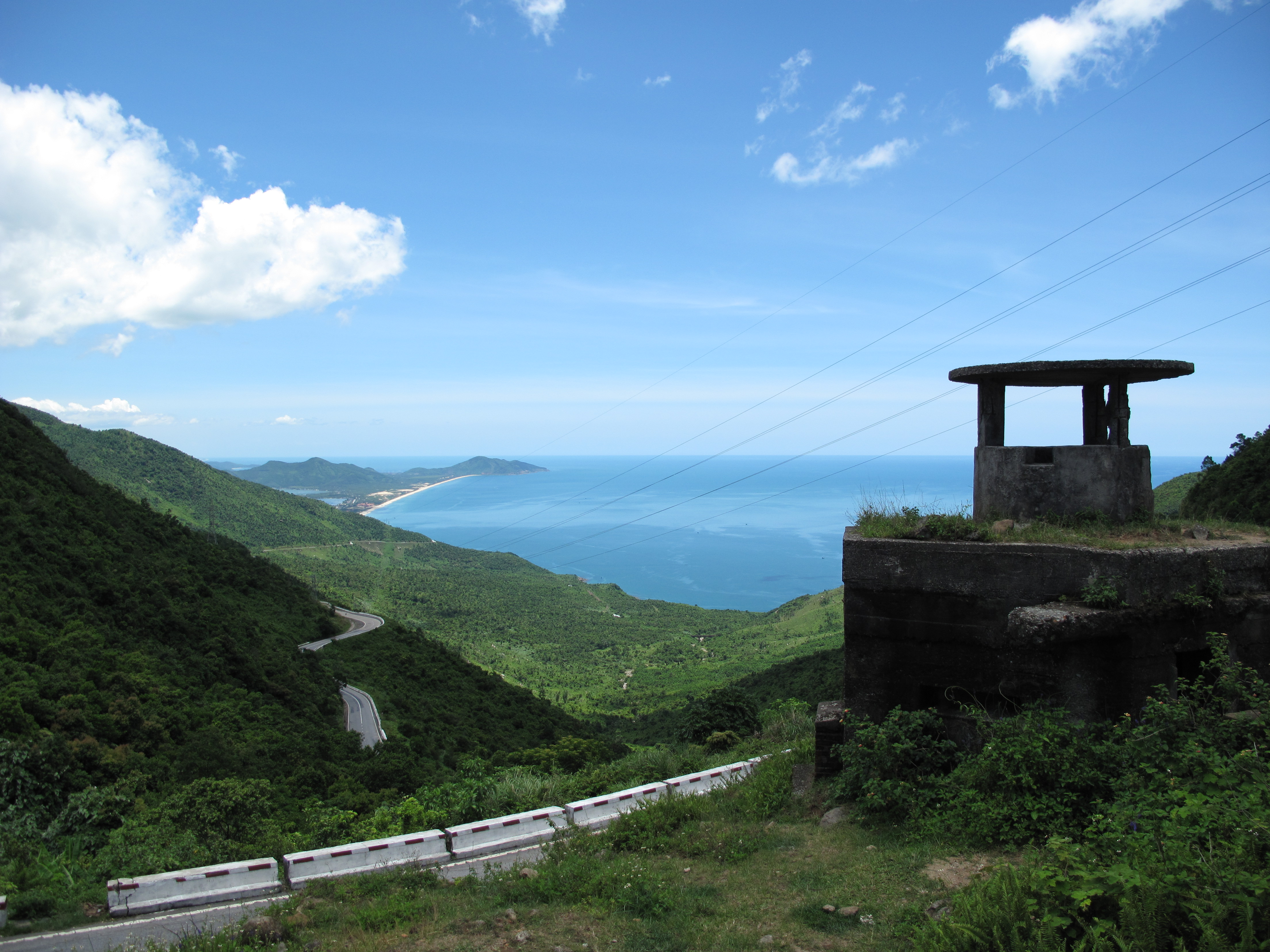
Перевал Хайван

### Топография
В отличие от большинства других прибрежных регионов Вьетнама, местность Юга центрального побережья в основном не плоская. Регион имеет разнообразный рельеф с горными хребтами и холмами, простирающимися не только вдоль всей границы с Центральным плато, но и до побережья, образуя несколько перевалов, заливов, полуостровов и красивых пейзажей с пляжами и горами. Многие из самых высоких гор находятся на границе с Центральным плато или рядом с ней, самая высокая из которых — гора Нгоклинь, высотой 2598 метров. Высокие вершины также есть на побережье рядом с Данангом (696 м на полуострове Шонча), в провинциях Биньдинь (до 874 м), Фуйен (до 814 м), Кханьхоа (до 978 м) и Ниньтхуан. (до 1040м). Некоторые горные перевалы служат как географические границы между провинциями региона. Основные перевалы — перевал Хайван на северной границе региона (Дананг), перевал Биньде между провинциями Куангнгай и Биньдинь, перевал Кумонг между провинциями Биньдинь и Фуйен и перевал Камежду провинциями Фуйен и Кханьхоа.
В регион входит несколько островов. Некоторые из самых крупных — это острова Лисон, острова Тям и остров Фукуи. Парасельские острова и острова Спратли официально находятся в ведении Дананга и Кханьхоа. Однако суверенитет над ними оспаривается, и Вьетнам фактически контролирует только некоторые из островов Спратли.

### Гидрография
На Юге центрального побережья протекает несколько рек, наиболее важные из которых река Тхубон в провинции Куангнам и река Даранг в провинции Фуйен (большая часть её речной системы последней находится на Центральном плато). Другие крупные реки — Чахук в провинции Куангнгай, Кон в провинции Биньдинь, Кило в провинции Фуйен, Кай в провинции Кханьхоа и Зинь в провинции Ниньтхуан.

### Климат
Летние температуры в среднем выше 28 °C на большей части побережья с немного более низкими температурами в глубине страны. Зимы значительно прохладнее, средняя температура колеблется от 20 до 25 °C. В регионе есть территории с очень засушливым (провинции Ниньтхуан и Биньтхуан) и влажным для Вьетнама климатом (Дананг, части провинции Куангнам, провинция Куангнгай). В то время как среднее количество осадков в год превышает 2800 миллиметров во многих частях трёх северных провинций региона, в большей части провинции Ниньтхун оно составляет менее 800 миллиметров.

## Экономика

### Сельское хозяйство, лесное хозяйство, рыболовство
|                                  | в млрд. донгов (2007 г.) | % национального |
| -------------------------------- | ------------------------ | --------------- |
| ВВП первичного сектора экономики | 22 557                   | 9,7             |
| ВВП сельского хозяйства          | 23 949,1                 | 10.1            |
| ВВП лесного хозяйства            | 1325,1                   | 12,35           |
| ВВП рыболовства                  | 12 410,8                 | 14.21           |

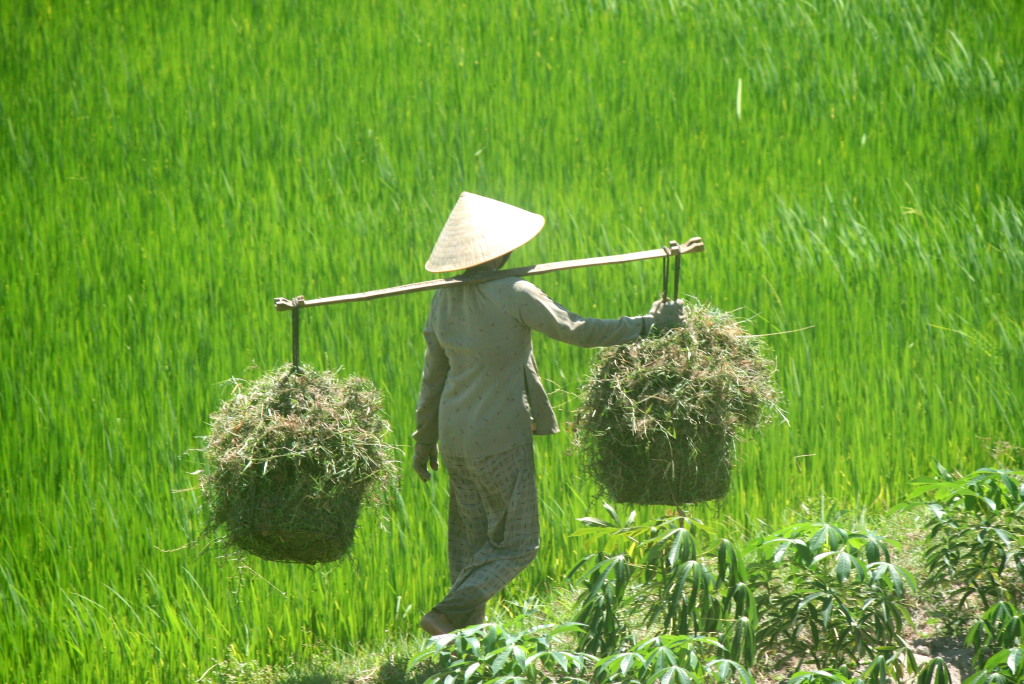
Фермер в провинции Биньдинь

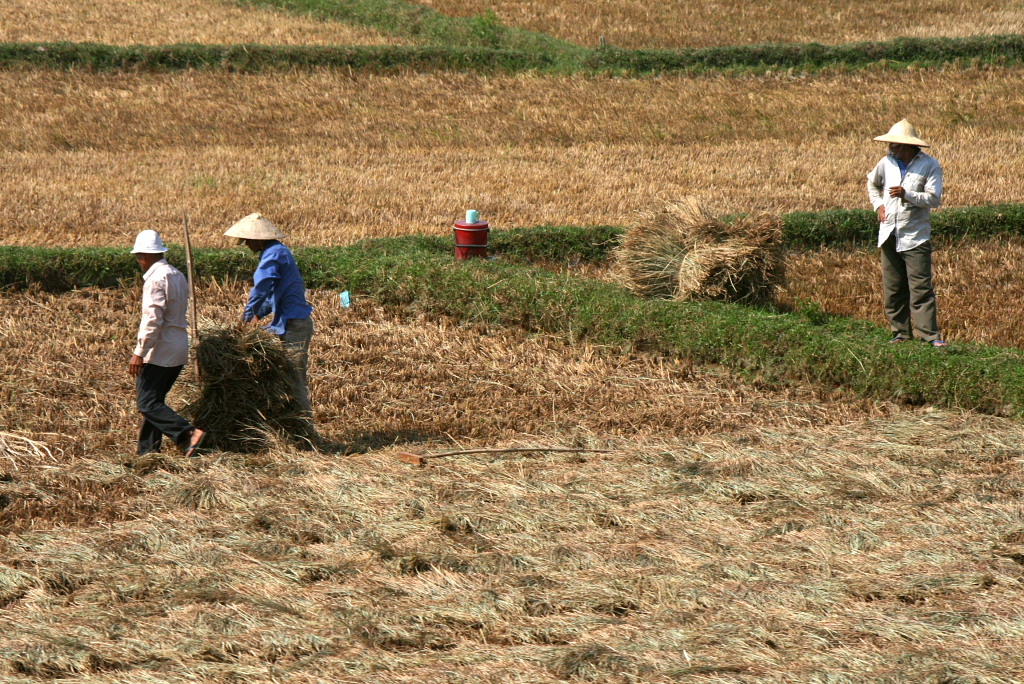
Фермеры в провинции Куангнгай

Объём первичного сектора экономики Юга центрального побережья (сельское хозяйство, лесное хозяйство, рыболовство) примерно равны средним по стране, и дают вклад в ВВП, соответствующий доле его населения (9,7 % и 9,5 %). Производство риса ниже среднего, но производство некоторых других культур, а также лесного хозяйства и рыболовства выше среднего.
Провинция с крупнейшим первичным сектором экономики — Биньдинь (22,9 % от ВВП первичного сектора региона) из-за большого объема сельского хозяйства, лесного хозяйства и рыболовства. За ней следуют провинции Куангнам с 15 %, Биньтхуан с 14,6 %, Куангнгай и Кханьхоа с примерно 13 % каждая. Лесное хозяйство сосредоточено в провинциях Куангнам и Биньдинь, по 25 % каждая, на провинции Куангнгай и Биньтхуан приходится еще по 15 %, в то время как в Дананге и особенно в провинции Ниньтхуан очень небольшие лесные сектора. Самый высокий объем рыболовства наблюдается в провинциях Кханьхоа (22,3 %) и Биньдинь (19,6 %), затем следуют провинции Фуйен и Куангнгай с примерно по 12 % каждая, провинции Куангнам, Биньтхуан и Фуйен[уточнить] с 9 до 10 % каждая.
В 2007 году в регионе было собрано 2,52 миллиона тонн риса, что составило 7 % от общего урожая риса Вьетнама. Основными производителями стали Биньдинь (580 тыс. тонн), Биньтхуан (434 тыс. тонн), Куангнам (395 тыс. тонн), Куангнгай (381 тыс. тонн) и Фуйен (321 тыс. тонн). Урожай кукурузы составил 7,5 % от общего по стране.
|                 | Результат (2007 г.) | % национального | Основные производители |
| --------------- | ------------------- | --------------- | --- |
| Хлопок          | 3000 тонн           | 18,63           | Биньтхуан (2 тыс. т, 12,4 %), Фуйен (800 т, 5 %), Ниньтхуан (200 т, 1,2 %)                                                     |
| Табак           | 5000 тонн           | 15,67           | Ниньтхуан (3,3 тыс. т, 10,3 %), Куангнам (900 т, 2,8 %), Фуйен (700 т, 2,2 %)                                                  |
| Сладкая палочка | 2 643 600 тонн      | 15.21           | Фуйен (1 млн т, 6 %), Кханьхоа (738 тыс. т, 4,25 %), Куангнгай (390 тыс. т, 2,25 %)                                            |
| Кокосы          | 126 696 тонн        | 12.1            | Биньдинь (95 тыс., 9 %), Куангнгай (13,7 тыс., 1,3 %)                                                                          |
| Орехи кешью     | 33 391 тонна        | 11.06           | Биньтхуан (17,5 тыс. т, 5,8 %), Кханьхоа (5,2 тыс. т, 1,74 %), Биньдинь (4,2 тыс. т, 1,4 %)                                    |
| Арахис          | 51 900 тонн         | 10,28           | Куангнам (16,9 тыс. т, 3,35 %), Биньдинь (13,7 тыс. т, 2,71 %), Куангнгай (11,1 тыс. т, 2,2 %), Биньтхуан (6,8 тыс. т, 1,35 %) |
| Перец           | 3445 тонн           | 3,82            | Биньтхуан (2,3 тыс. т, 2,6 %)                                                                                                  |
| Каучук          | 12 996 тонн         | 2,16            | Биньтхуан (12,3 тыс. т, 2 %)                                                                                                   |

В регионе также выращивают чай и кофе, но их производство в масштабах страны незначительно.

### Промышленность
Юг центрального побережья является наиболее промышленно развитым регионом центрального Вьетнама, в основном благодаря крупным промышленным центрам, таким как Дананг и провинция Кханьхоа. Тем не менее, индустриализация в регионе все еще отстает от среднего показателя по стране и намного отстает от двух крупных промышленных центров Вьетнама, расположенных вокруг Хошимина и Ханоя. Промышленный ВВП региона в 2007 году составил 35 885,4 миллиарда донгов, что составляет 37,35 % от общего ВВП региона и 7,54 % промышленного ВВП Вьетнама. Более 40 % продукции производится в провинциях Кханьхоа и Дананг (21,8 % и 20 %), ещё по 13-14 % — в провинциях Куангнам и Биньдинь. Провинция Биньтхуан смогла увеличить свою долю до 12 %, при этом темпы роста промышленности в период с 2000 по 2007 год составили в среднем 21,6 %. Большинство других провинций показали рост 15-20 %, более медленный рост наблюдался только в крупных промышленных центрах Дананга (14,8 %) и провинции Кханьхоа (13 %). В период с 2000 по 2007 год средние темпы промышленного роста в регионе составляли 16,3 % в год.

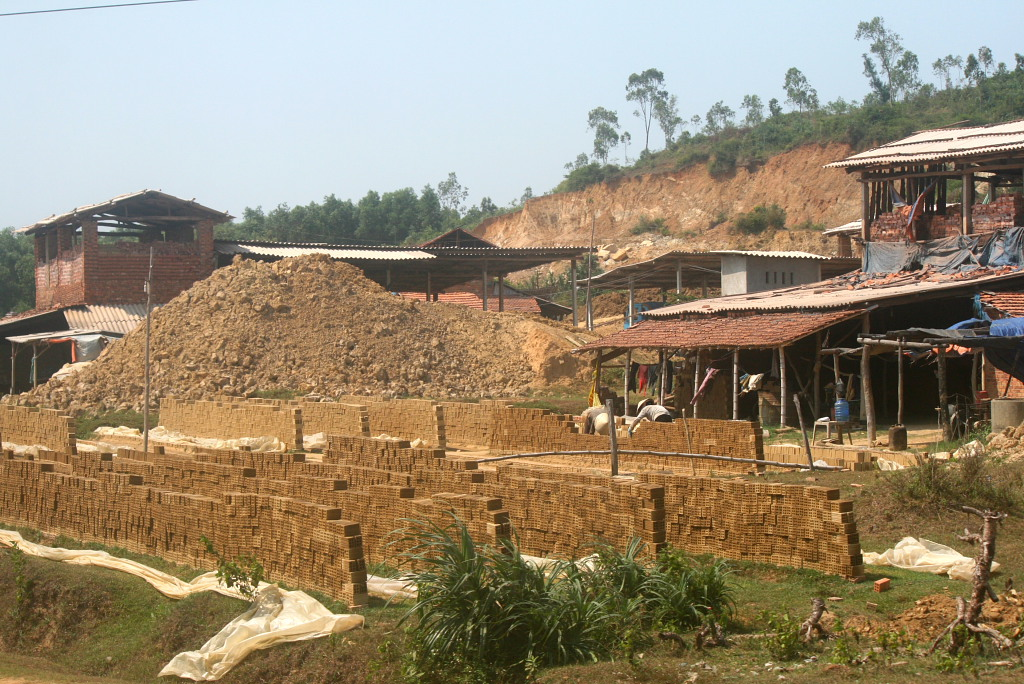
Сельский кирпичный завод в провинции Куангнгай

Дананг имеет относительно диверсифицированный промышленный сектор: текстиль, ткани, удобрения, цемент, мыло, бумага, фармацевтические препараты и др. Промышленность Кханьхоа по-прежнему сосредоточена в базовых отраслях, таких как производство продуктов питания и морепродуктов, производство напитков, судостроение и т. д. В Кханьхоа осталось около 30 заводов, построенных в комплексе с советской военно-морской базой в Камрани. Куинён — третий по величине промышленный центр региона. Используя своё положение у Центрального плато, Куинён развивает сырьевые отрасли (деревообработка и обработка камня), создан крупный кластер по производству мебели. Другие отрасли, например, производство строительных материалов и пищевая промышленность, рассредоточены по региону.
В настоящее время создаются новые промышленные центры в экономических зонах Чулай на юге Куангнама, Зунгкуат на севере провинции Куангнгай, Нёнхой в Куинён и Ванфонг на севере Кханьхоа. Все четыре зоны имеют большую территорию, крупные инфраструктурные и промышленные проекты. Однако, в отличие от небольших промышленных парков, они не ограничиваются промышленными секторами.

## Инфраструктура

### Транспорт

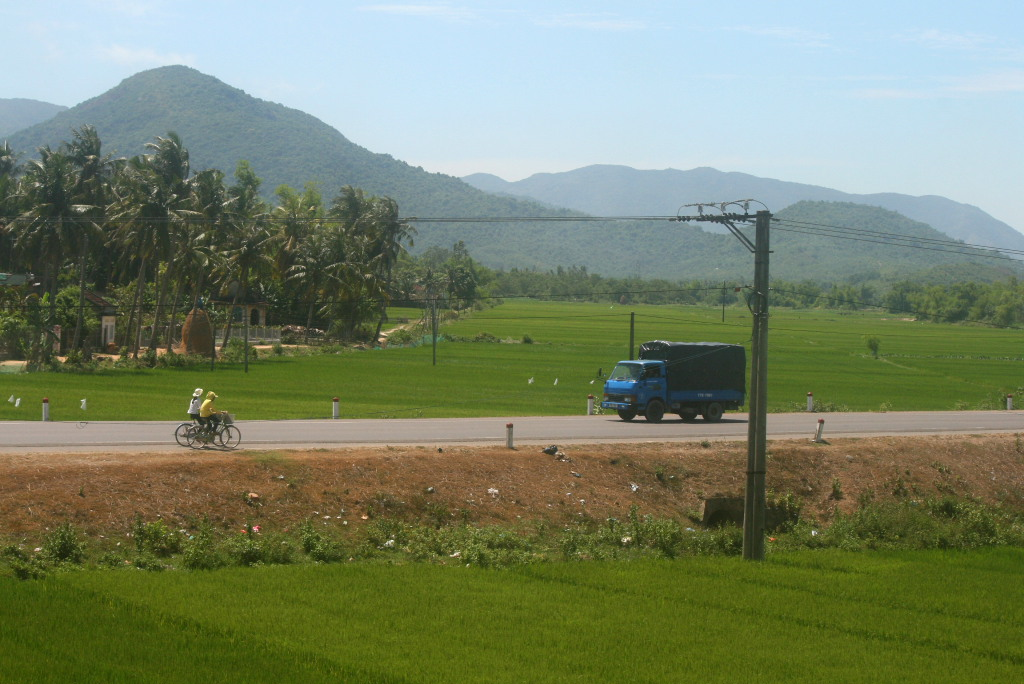
1A в провинции Биньдинь

Через регион проходят основные транспортные коридоры Вьетнама с севера на юг, такие как железная дорога Север-Юг. Reunification Express останавливается на железнодорожных вокзалах Дананга, Дьеучи и Нячанга. Национальный маршрут 1 соединяет все крупные города региона с остальной частью страны. Министерство транспорта планирует строительство 139,5 км четырехполосного шоссе от Дананга до провинции Куангнгай в сотрудничестве с иностранными инвесторами.
Регион связан с Центральным плато несколькими национальными дорогами в Фанранге (национальная дорога 27 до Далата), Ниньхоа, Кханьхоа (26 до Буонметхуота), Туихоа (25 до Плейку через Аюнпа) Куинён (19 до Плейку) и Куангнам (14 до Контума).
Крупнейший аэропорт в регионе — международный аэропорт Дананга, из которого выполняются рейсы в различные города Вьетнама, Сингапур, Сиемреап, Гуанчжоу, Шанхай и сезонные рейсы в другие города материкового Китая и Тайваня. Второй международный аэропорт региона, Камрань, обслуживает рейсы из Нячанга в различные города Вьетнама, Гуанчжоу, Шанхай, Гонконг и т. д. Из аэропортов Фукат (обслуживающего Куинён) и Донгтак (обслуживающего Туйхоа) выполняются только внутренние рейсы. Также есть международный аэропорт Чулай на юге провинции Куонгнам, но из него выполняются только внутренние рейсы.
Порты Дананг и Куинён являются основными портами региона. Еще один крупный порт строится в Ванфонге в провинции Хан Хоа.

### Энергетика
Юг центрального побережья имеет ограниченный потенциал для строительства гидроэлектростанций и поэтому не является важной частью стратегии EVN, в основном ориентированной на гидроэнергетику. Тем не менее, регион активно развивается в направлении диверсификации энергетики от гидроэнергии. Первую в стране атомная электростанция планировалось построить в провинции Ниньтхуан, как и вторую, планировавшуюся совместно с японскими партнёрами.
В провинции Ниньтхуан строится ветряная электростанция мощностью 200 МВт, которую планируется завершить в 2012 году. Другие ветряные электростанции строятся в провинции Биньтхуан, там же находится строящаяся тепловая электростанция мощностью 1200 МВт.

## Население
На Юге центрального побережья проживало 8,93 миллиона человек. Три северные провинции — Куангнам, Куангнгай и Биньдинь — имеют самое большое население и вместе составляют почти половину населения региона (47,7 %).
2,82 миллиона человек или 31,6 % населения проживает в городах. Более половины городского населения региона проживает в Дананге, провинции Кханьоа и провинции Биньтхуан, а более половины сельского населения проживает в провинциях Куангнам, Биньдинь и Куонгнгай.
Ежегодный прирост населения с 2000 по 2007 год составлял в среднем 1,22 %, при этом в Дананге был зафиксирован самый быстрый рост населения — 1,95 %. Самый медленный рост был в трех северных провинциях — Куангнам, Куангнгай и Биньдинь — около 1 %. В четырех других провинциях средние темпы роста составляли от 1,26 % (Кханьхоа) до 1,59 % (Ниньтхуан).
В населении региона этнически явно преобладает вьетнамский народ (кинь). Есть некоторые меньшинства, наиболее значительными из которых являются чамы. Они живут в основном в низинах рядом с Фанрангом и в северной провинции Биньтхуан. Другие меньшинства проживают в основном в горных западных частях региона. Районы, населенные представителями меньшинств, составляют более половины провинций Куангнам и Куангнгай.